# Ángel Núñez (futbolista)
Ángel Núñez es un futbolista paraguayo que juega para el Club R.I.3 Corrales en la Segunda División de Paraguay.

## Carrera

### Cerro Porteño de Presidente Franco
Jugó en el plantel de reserva del club durante de la temporada de 2013 en la Primera División.
 En 2014, el jugador juega en el plantel de primera en la División Intermedia. En 2015, es parte del plantel que llega a la etapa de repachaje de la B Nacional.

### 3 de Febrero
En 2016, llega a unirse al club de la segunda división del fútbol paraguayo de Ciudad del Este. El 17 de febrero de 2016, Diario Vanguardia anuncia que el jugador está en la lista del plantel del club para la temporada de 2016.
Entra como suplente en el segundo tiempo de un partido contra el Sportivo San Lorenzo que termina 4–1 a favor de 3 de Febrero en abril de 2016.

### R.I.3 Corrales
Su primer partido en la temporada de 2018 fue contra Resistencia el 18 de marzo. Corrales ganó el partido 2 a 1 siendo visitantes.

### Participaciones en Copas Nacionales
| Copa               | País     | Resultado     | Partidos | Goles |
| ------------------ | -------- | ------------- | -------- | ----- |
| Copa Paraguay 2018 | Paraguay | Por confirmar | 0        | 0     |